# Cantone di Belpech
Il Cantone di Belpech era una divisione amministrativa dell'arrondissement di Carcassonne.
A seguito della riforma approvata con decreto del 21 febbraio 2014, che ha avuto attuazione dopo le elezioni dipartimentali del 2015, è stato soppresso.

## Composizione
Comprendeva i comuni di:
- Belpech
- Cahuzac
- Lafage
- Mayreville
- Molandier
- Pécharic-et-le-Py
- Pech-Luna
- Peyrefitte-sur-l'Hers
- Plaigne
- Saint-Amans
- Saint-Sernin
- Villautou